# Agde
Agde [agd] ist eine französische Stadt mit 29.612 Einwohnern (Stand 1. Januar 2022) im Département Hérault in der Region Okzitanien.

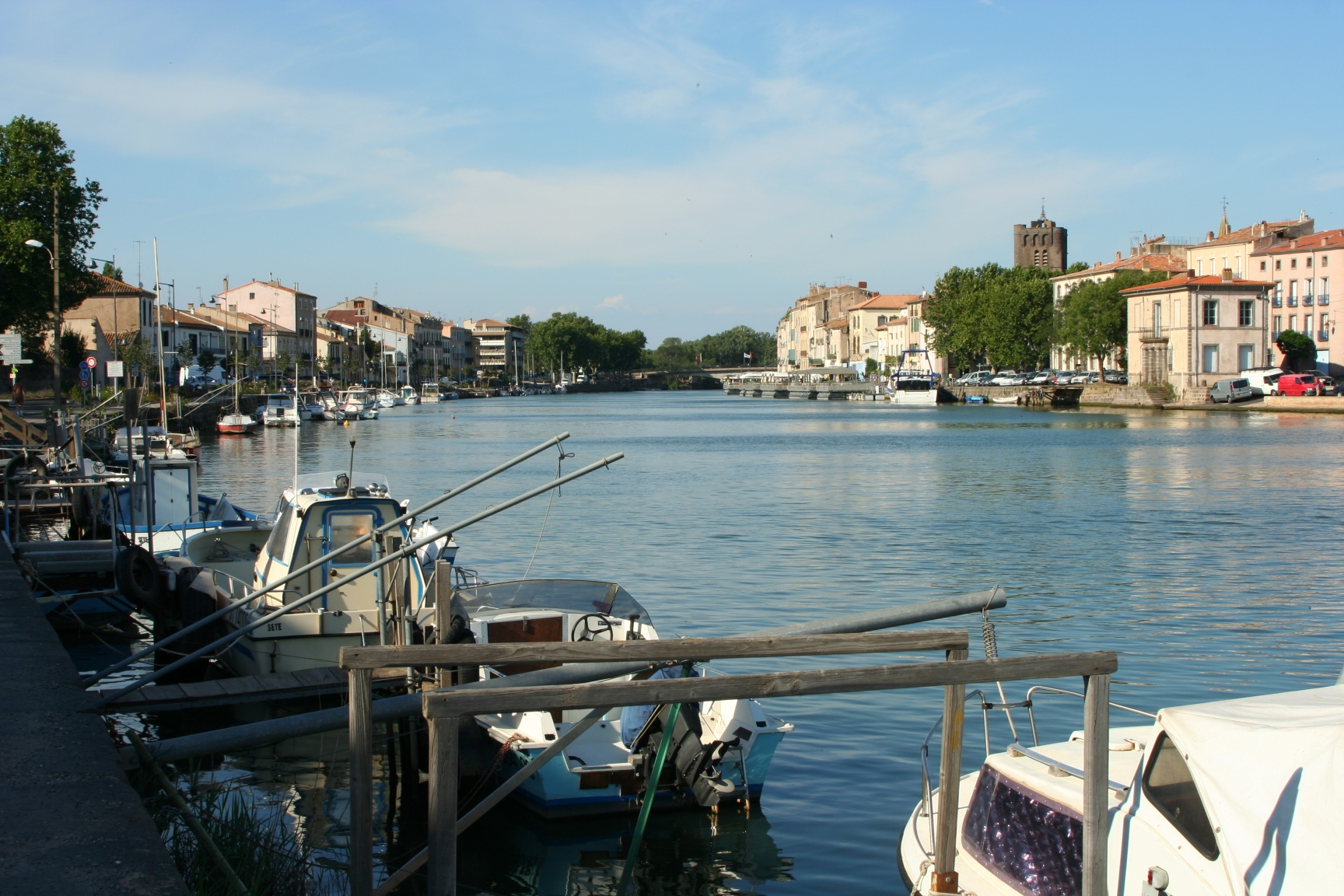
Der Fluss Hérault in Agde

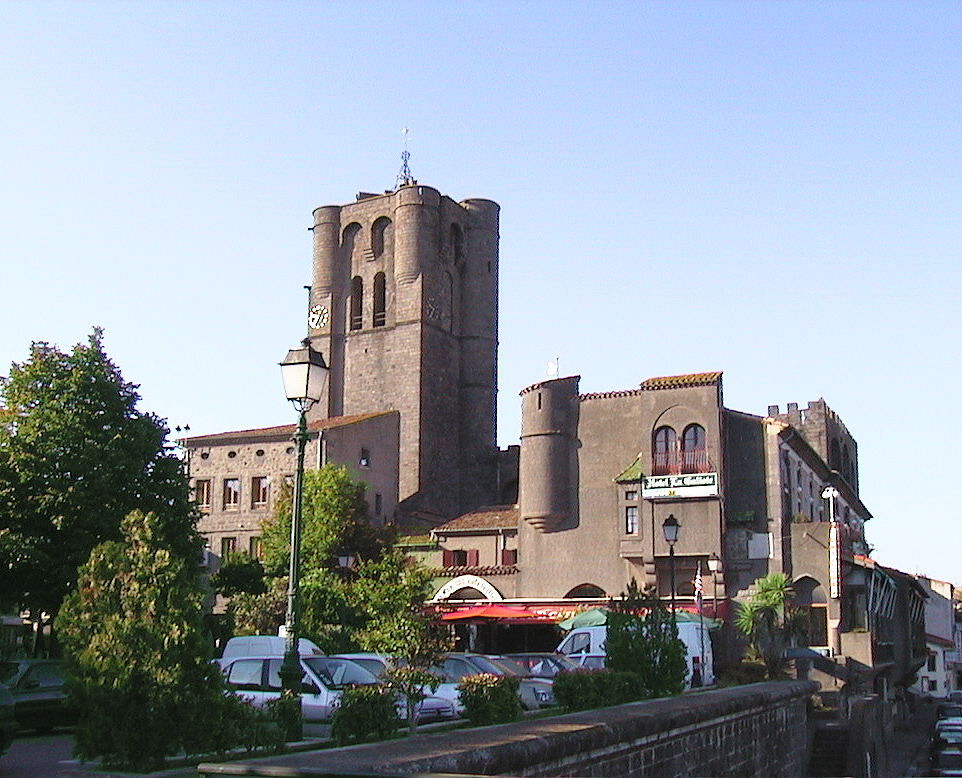
Kathedrale Saint-Étienne in Agde

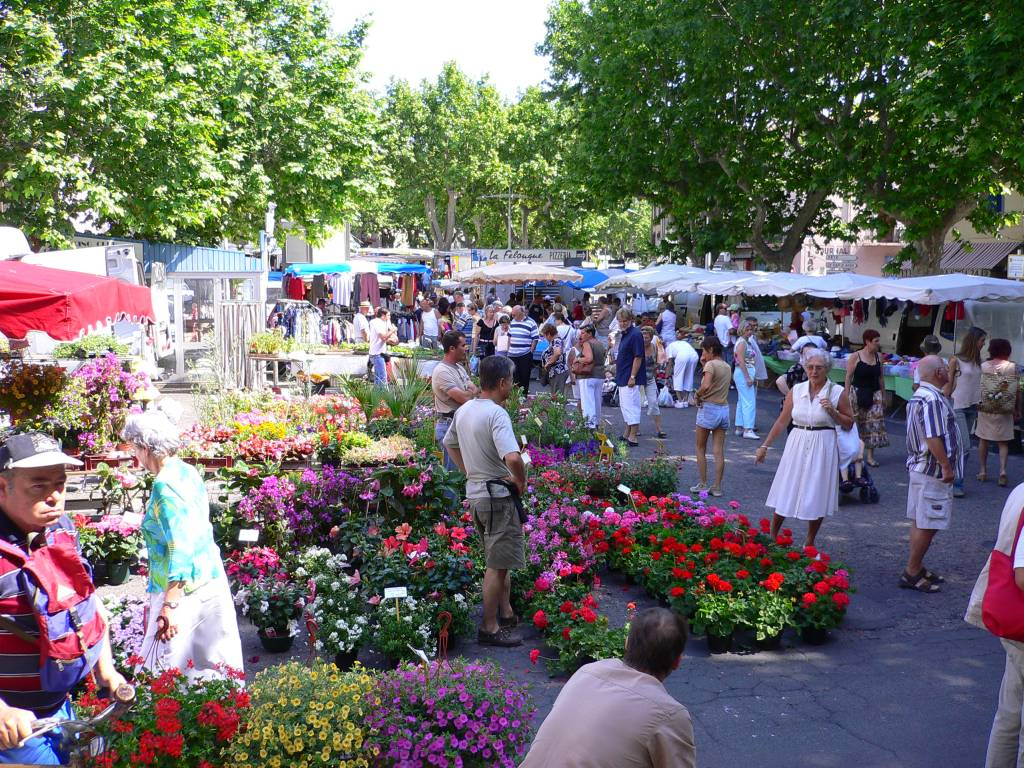
Blick auf den Agdeschen Markt von der Maison des Savoirs (Stadtbibliothek)

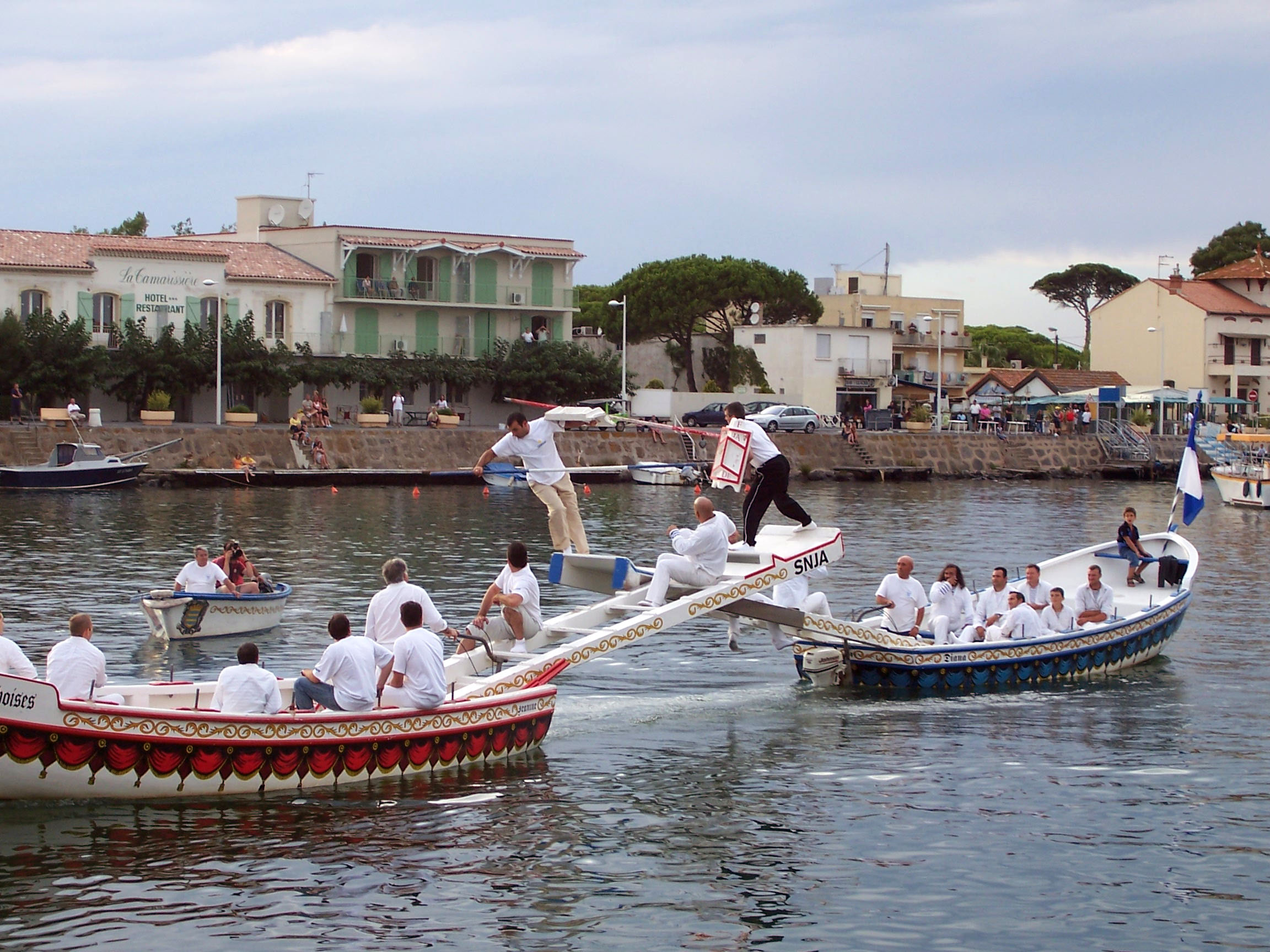
Traditionelles Fischerstechen in Agde

## Geografie
Die Stadt Agde liegt an der Mündung des Flusses Hérault in das Mittelmeer. Die schnell wachsende Stadt besteht aus vier Ortsteilen: der historischen Kernstadt Agde, dem Mündungsort Le Grau d’Agde und dem westlich gegenüberliegenden La Tamarissière sowie der jüngsten Urbanisation Le Cap d’Agde. Zur Zeit der Etablierung Agdes als Handelsplatz, zirka 500 Jahre vor Christus, lag die Stadt am Meer. Durch die Verlandung liegt der Ort Agde heute aber fast vier Kilometer landeinwärts. Ab den 1960er Jahren wurde dann südlich von Agde das stadtplanerisch vorangetriebene Touristenzentrum Cap d’Agde errichtet, so dass die Stadt heute wieder am Meer liegt. Neben den touristischen Einrichtungen und ausgedehnten Wohngebieten gibt es dort das Naturistenviertel Village Naturiste Cap d’Agde mit eigenem Sporthafen, eine künstliche Lagune mit großem Yachthafen und den (angeblich) ersten Wasserpark Europas, Aqualand.

## Bevölkerung
Die Einwohner von Agde heißen Agathois. Neben der ansässigen mediterranen französischen Bevölkerung gibt es eine spanischstämmige Minderheit. Diese besteht aus zahlreichen republikanischen Spaniern, die in der Zeit des Spanischen Bürgerkriegs nach Südfrankreich flohen, und Nordafrikanern, die als französische Staatsangehörige aus den Maghreb-Staaten nach dem Zweiten Weltkrieg ins Mutterland migrierten.
| Jahr                       | 1962 | 1968   | 1975   | 1982   | 1990   | 1999   | 2011   | 2020   |
| Einwohner                  | 8751 | 10.184 | 11.605 | 13.107 | 17.583 | 19.988 | 23.999 | 29.201 |
| Quellen: Cassini und INSEE |      |        |        |        |        |        |        |        |

## Geschichte
Um 550 v. Chr. wurde die Stadt Agde unter dem Namen „Agathe Tyche“ (altgriechisch Ἀγαθὴ Τύχη Agathḕ Týchē, deutsch ‚gute und glückliche Fügung‘ (f. sg.)) durch kleinasiatische Griechen von Massalia (heute Marseille) aus gegründet. Im Jahre 49 v. Chr. wurde die Stadt von den Römern ihrer Provinz Gallia Narbonensis zugeschlagen.
Anfang des 5. Jahrhunderts wurde in Agde ein Bistum errichtet. 408 erlitt der erste Bischof Venuste den Märtyrertod. 475 eroberten die Westgoten die Stadt, 500 die Alamannen.
Im Jahr 506 wurde in Agde eine Synode abgehalten. 725 fielen die Sarazenen ein, 737 verwüstete Karl Martell die Stadt. 872 wurde mit dem Bau der Kathedrale Saint-Étienne begonnen, die erst am 8. Juli 1453 geweiht wurde. 1348 wütete eine Pestepidemie, der Schwarze Tod in der Stadt. Auch 1504 wurde die Stadt von der Pest heimgesucht.
Im 17. Jahrhundert hatte Kardinal Richelieu den Bau eines großen Militärhafens am Kap von Agde geplant. Dieser Plan wurde allerdings nie verwirklicht. Es wurde jedoch die Befestigung Fort Brescou auf der gleichnamigen Insel Île de Brescou 1500 Meter vor der Küste gebaut, die zeitweilig als Staatsgefängnis und als eine Art Alten- und Irrenanstalt gedient hatte.
Im Verlauf der Französischen Revolution wurde 1794 der letzte Bischof von Agde, Charles-François de Saint-Simon Sandricourt, in Paris mit der Guillotine hingerichtet.
Bereits 1858 wurde Agde an das Eisenbahnnetz angeschlossen.
1939 wurde das Internierungslager Camp d’Agde eingerichtet, das etwa 25.000 spanische Anhänger und Kämpfer der dort unterlegenen republikanischen Regierung aufnahm. Agde ist für die tschechische und slowakische Geschichte von Bedeutung, da hier in den Jahren 1939–1940 die tschechoslowakische Exilarmee, zunächst in der Fremdenlegion, aufgestellt wurde, von deren Mitglieder sich viele später 1940 u. a. an der Luftschlacht um England in der RAF beteiligten. 1942 wurde Agde von der deutschen Wehrmacht besetzt. Die Deutschen rückten im August 1944 nach einem alliierten Bombardement wieder ab.
Mit der Eröffnung eines kommunalen Campingplatzes am 1. Juli 1961 auf dem Gelände des heutigen Cap d’Agde und dem Baubeginn des Stadtteils Cap d’Agde im Jahr 1963 begann die Periode des expansiven Tourismus, der heute für die Stadt große wirtschaftliche Bedeutung hat. Den Höhepunkt des Baubooms stellen die späten 1970er und frühen 1980er Jahre dar. Heute ist die weitläufige Urbanisation weitgehend vollendet.

## Politik
Der Bürgermeister von Agde ist seit 2020 Gilles d’Ettore.

## Wappen
Beschreibung: In Gold drei blaue Wellenbalken.

## Kultur und Sehenswürdigkeiten
Von kulturellem Interesse neben dem geschlossenen mittelalterlichen Ortsbild sind in Agde das Meeresarchäologiemuseum Musée de l’Ephèbe (im Ortsteil Cap d’Agde) und das jeden August ausgetragene Fischerstechen auf dem Hérault. Gleichfalls findet jedes Jahr am letzten Wochenende im Juni der Regionalmarkt Journées du Terroir statt.
Das nördliche Stadtgebiet von Agde wird vom Canal du Midi durchquert, der hier seine einzige Schleuse mit rundem Schleusenbecken hat. Sie verfügt auch über drei Schleusentore, da von hier ein Stichkanal zum Mittelmeer abzweigt. Der Kanal ist seit 1996 ein UNESCO-Weltkulturerbe.
Im Stadtgebiet liegt außerdem der erloschene Vulkan Mont Saint Loup (106 Meter hoch), auf dem sich eine Funkstation der französischen Marine und ein Leuchtturm mit Aussichtsplattform befinden.
Siehe auch: Liste der Monuments historiques in Agde

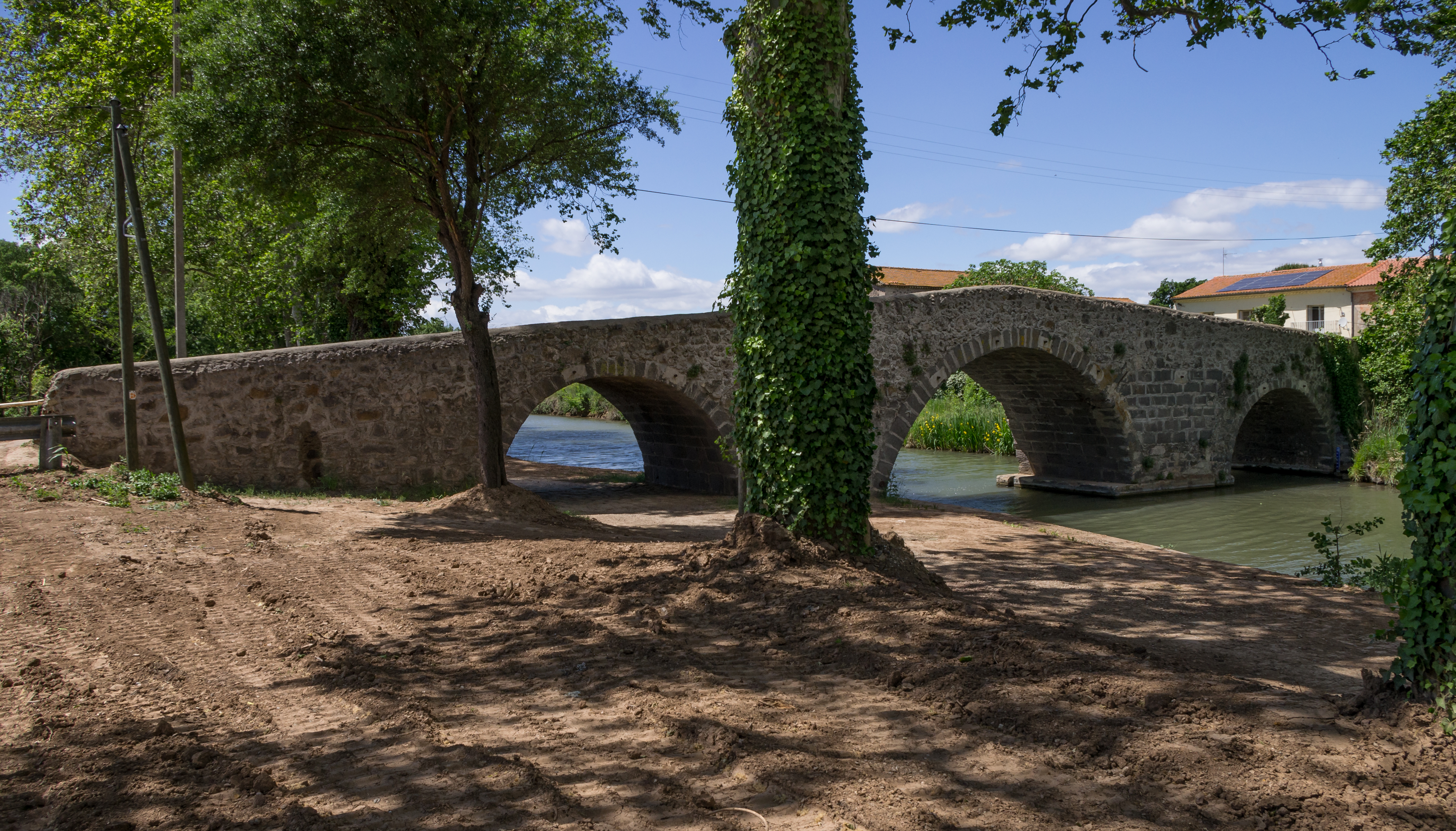
Pont Saint-Joseph über den Canal du Midi
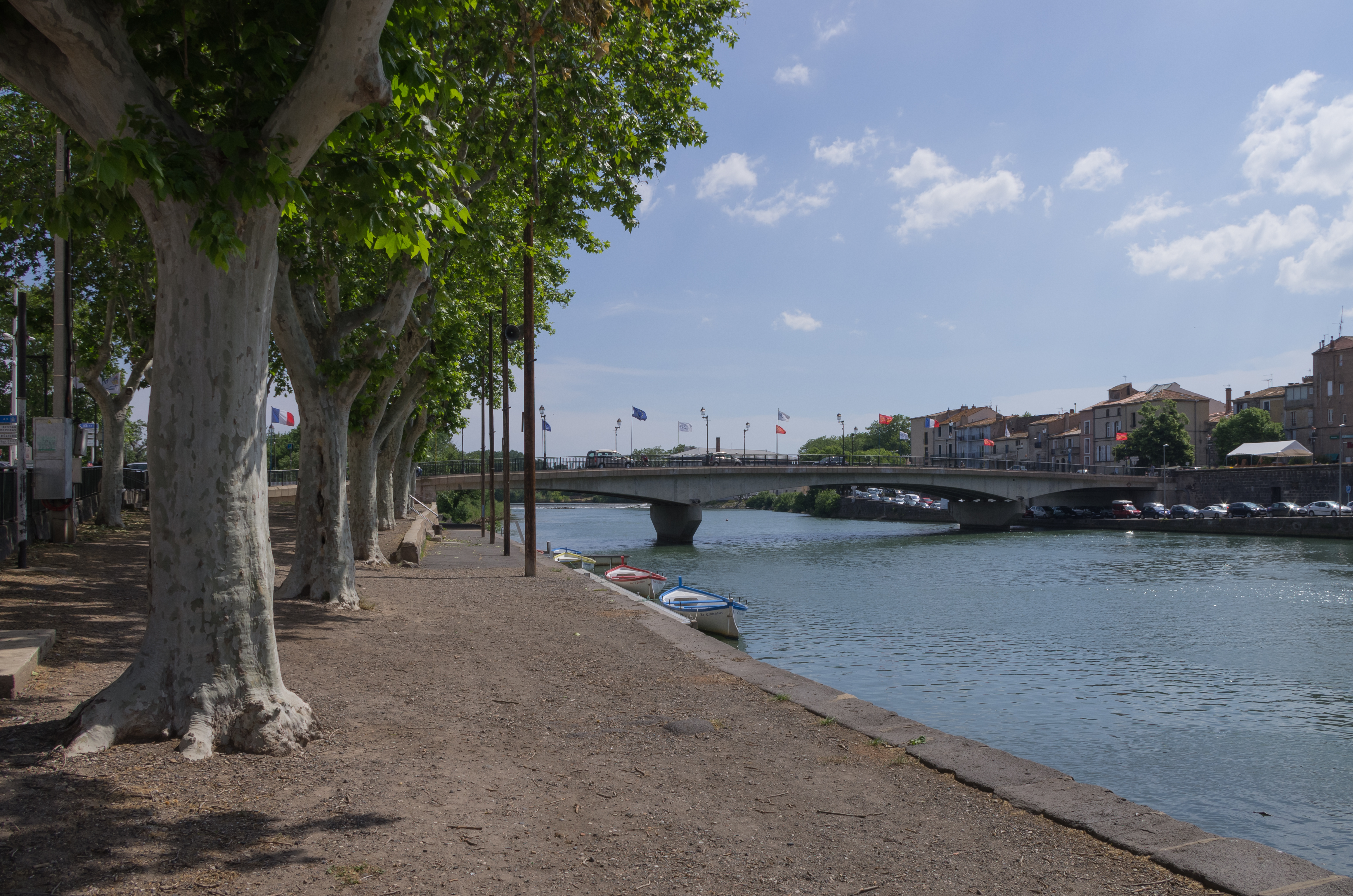
Pont des Maréchaux über den Hérault
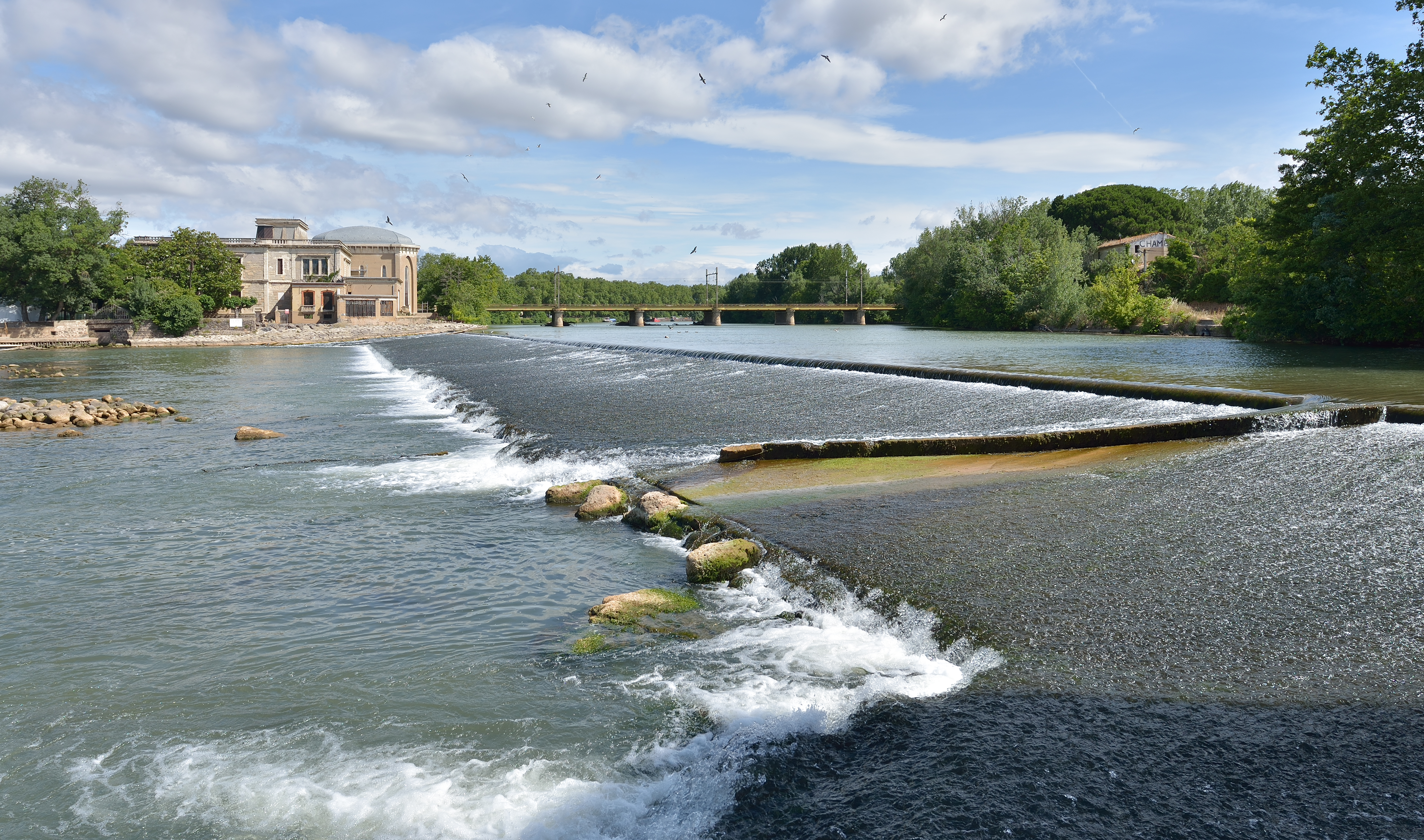
Hérault mit Château Laurens und Bahnbrücke
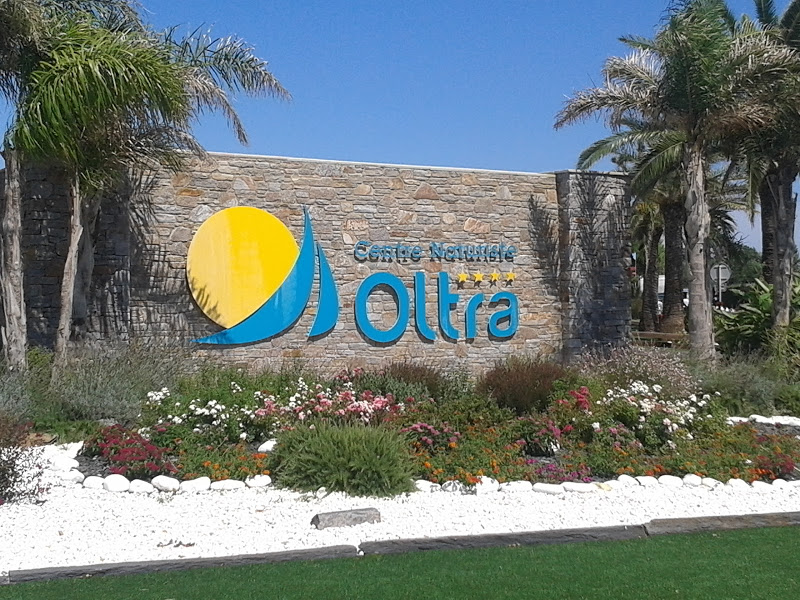
Nudistenzentrum Oltra

## Wirtschaft und Verkehr

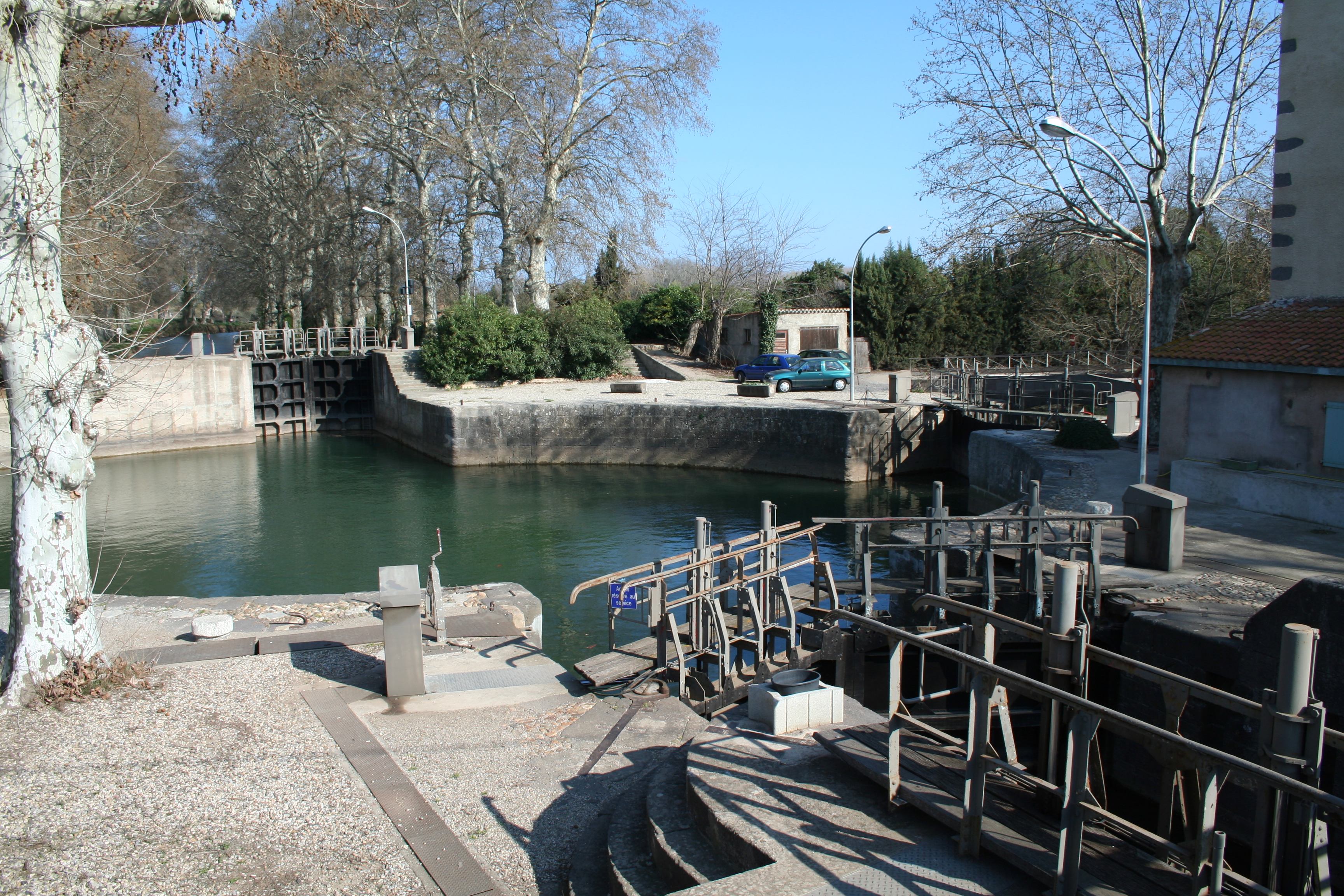
Canal du Midi: Rundschleuse Agde mit drei Zugängen; rechts der Anstoß zum Kanal nach Agde, links hinten die Vergrößerung aus jüngerer Zeit

Die tragenden Wirtschaftszweige sind die Landwirtschaft, insbesondere der Weinbau, der Weinhandel, etwas Küstenfischerei und vor allem der Tourismus. Seit langem ist Agde ein beliebtes Ziel für Urlauber, vornehmlich aus Frankreich, den deutschsprachigen Ländern, den Niederlanden und Großbritannien, die zum Segeln, Baden, zu Freizeitvergnügungen und wegen der FKK kommen. Das Village Naturiste Cap d’Agde hat im Sommer bis zu 40.000 Bewohner und 1,5 Millionen Besucher, Tagesgäste eingeschlossen, besuchen pro Jahr das Gelände. Das Village Naturiste ist die meistbesuchte FKK-Anlage der ganzen Welt. In der Anlage finden auch Swingerpartys statt.
Die Kernstadt verfügt über einen Bahnhof an der Bahnstrecke Bordeaux–Sète, der damit an der TGV-Verbindung (Paris–)Nîmes–Perpignan liegt. Agde ist ebenfalls über den nur 10 km westlich der Stadt gelegenen Flughafen Béziers zu erreichen. Mit der rund neun Kilometer nördlich bei Bessan liegenden Autoroute A 9 hat Agde auch Fernstraßenanschluss.

## Sport
Agde besitzt mit dem 1969 gegründeten Rugby Olympique Agathois einen Verein, der 2012/13 in der dritthöchsten französischen Rugby-Liga spielte. Noch deutlich traditionsreicher ist der 1904 gegründete Racing Club Olympique Agathois, dessen Fußballer zwar noch nie in einer (semi-)professionellen Spielklasse vertreten waren und 2012/13 in der fünften Liga antraten, aber schon ein gutes Dutzend Mal die landesweite Hauptrunde im Pokalwettbewerb erreichen konnten.

## Städtepartnerschaft
Agde verbindet eine Städtepartnerschaft mit der spanischen Stadt Antequera in Andalusien.

## Persönlichkeiten
- Madame Saqui (1786–1866), Akrobatin und Seiltänzerin